# Saint-Martin-d'Armagnac
Saint-Martin-d'Armagnac è un comune francese di 233 abitanti situato nel dipartimento del Gers nella regione dell'Occitania.

## Società

### Evoluzione demografica
Abitanti censiti